# 越南君主列表
以下的列表列出越南歷史上的所有君主。越南統一王朝的歷代君主多採用「外王內帝」制度，在國內以皇帝為稱號，同時接受中原王朝冊封國王。

## 雄王時代（鴻龐氏）
| 稱號              | 姓名 | 備註                                     |
| ----------------- | ---- | ---------------------------------------- |
| 涇陽王            | 祿續 | 在位250年                                |
| 雄賢王 （貉龍君） | 崇纜 | 在位400年 ( 傳說他在公元前2793年成為王 ) |
| 雄國王            | 雄麟 | 在位221年                                |
| 雄曄王            |      | 在位300年                                |
| 雄曦王            |      | 在位200年                                |
| 雄暉王            |      | 在位81年                                 |
| 雄昭王            |      | 在位200年                                |
| 雄偉王            |      | 在位100年                                |
| 雄定王            |      | 在位80年                                 |
| 雄威王            |      | 在位90年                                 |
| 雄禎王            |      | 在位107年                                |
| 雄武王            |      | 在位96年                                 |
| 雄越王            |      | 在位105年                                |
| 雄英王            |      | 在位99年                                 |
| 雄朝王            |      | 在位94年                                 |
| 雄造王            |      | 在位92年                                 |
| 雄毅王            |      | 在位160年                                |
| 雄璿王            |      | 在位115年                                |

## 甌貉
| 稱號   | 姓名 | 備註            |
| ------ | ---- | --------------- |
| 安陽王 | 蜀泮 | 前257年-前208年 |

## 趙朝（南越國）[2]
| 肖像 | 諡號                  | 姓名          | 在位時間                |
| ---- | --------------------- | ------------- | ----------------------- |
|      | 南越武王 （南越武帝） | 赵佗          | 前204年—前137年         |
|      | 南越文王 （南越文帝） | 赵眜 （赵胡） | 前137年—前125年         |
|      | 南越明王              | 赵婴齐        | 前125年—前113年         |
|      | 南越哀王              | 赵兴          | 前113年—前112年夏季     |
|      | 术阳侯                | 赵建德        | 前112年夏季—前112年冬季 |

## 漢代時期越南起事人物
| 封號         | 姓名 | 在位時間  |
| ------------ | ---- | --------- |
| 威烈純貞夫人 | 徵側 | 41年—43年 |

## 東漢末及東吳時期越南割據人物
| 封號             | 姓名 | 在位時間    |
| ---------------- | ---- | ----------- |
| 嘉應善感靈武大王 | 士燮 | 187年—226年 |
|                  | 士徽 | 226年—227年 |

## 東吳時期越南起事人物
| 姓名 | 在位時間 |
| ---- | -------- |
| 趙嫗 | 248年    |

## 前李朝
| 稱號     | 封號                 | 姓名   | 年號 | 在位時間     |
| -------- | -------------------- | ------ | ---- | ------------ |
| 前李南帝 |                      | 李賁   | 天德 | 544年－548年 |
| 趙越王   | 明道開基聖烈神武皇帝 | 趙光復 | －   | 548年－571年 |
| 桃郎王   |                      | 李天寶 | －   | 548年－555年 |
| 後李南帝 | 英烈仁孝欽明聖武皇帝 | 李佛子 | －   | 555年－602年 |

## 唐代越南起事人物

### 梅氏
| 稱號   | 姓名   | 在位時間    |
| ------ | ------ | ----------- |
| 梅黑帝 | 梅叔鸞 | 722年       |
| 梅少帝 | 梅少帝 | 722年—723年 |

### 馮氏
| 稱號                  | 封號                 | 姓名 | 在位時間    |
| --------------------- | -------------------- | ---- | ----------- |
| 布蓋大王 （馮安尊上） | 布蓋孚祐彰信崇義大王 | 馮興 | 766年—791年 |
|                       |                      | 馮安 | 791年       |

## 唐末及五代十國時期越南自主人物

### 曲氏
| 稱號   | 姓名            | 在位時間    |
| ------ | --------------- | ----------- |
| 曲先主 | 曲承裕          | 905年—907年 |
| 曲中主 | 曲顥 （曲承顥） | 907年—917年 |
| 曲後主 | 曲承美          | 917年—930年 |

### 楊氏和矯氏
| 稱號   | 姓名              | 在位時間    |
| ------ | ----------------- | ----------- |
| 楊正公 | 楊廷藝 （楊延藝） | 931年—937年 |
| —      | 矯公羨            | 937年—938年 |

|                    |      |  |      |        |      |      |      | 安南属明时期 | 安南属明时期 |        |      |      |      | 越南南北朝 | 越南南北朝 | 越南南北朝 |        |      | 法属印度支那 |            |
| 越南第三次北属时期 | 吴朝 |  | 丁朝 | 前黎朝 | 李朝 | 陈朝 | 胡朝 | 後陳朝       |              | 后黎朝 | 莫朝 | 莫朝 | 莫朝 | 後黎朝     | 後黎朝     | 後黎朝     | 西山朝 | 阮朝 | 阮朝         | 现代共和国 |
|                    |      |  |      |        |      |      |      |              |              |        |      |      |      |            |            |            |        |      |              |            |
|                    |      |  |      |        |      |      |      |              |              |        |      |      |      | 郑主       |            |            |        |      |              |            |
|                    |      |  |      |        |      |      |      |              |              |        |      |      |      |            | 阮主       |            |        |      |              |            |
| 939                |      |  |      | 1009   | 1225 | 1400 |      |              | 1427         | 1527   | 1592 | 1592 | 1592 |            |            | 1788       |        | 1858 | 1945         |            |

## 吳朝
| 稱號                          | 姓名   | 在世         | 在位時間     |
| ----------------------------- | ------ | ------------ | ------------ |
| 前吳王                        | 吳權   | 898年－944年 | 939年－944年 |
| 楊平王                        | 楊三哥 | ？年－980年  | 945年－950年 |
| 天策王 （與南晉王吳昌文並立） | 吳昌岌 | ？年－954年  | 950年－954年 |
| 南晉王 （與天策王吳昌岌並立） | 吳昌文 | 934年－965年 | 951年－965年 |

## 十二使君時期
| 稱號   | 姓名   |
| ------ | ------ |
| 吳使君 | 吳昌熾 |
| 矫三制 | 矯公罕 |
| 阮太平 | 阮寬   |
| 吳覽公 | 吳日慶 |
| 李朗公 | 李奎   |
| 阮令公 | 阮守捷 |
| 呂左公 | 呂唐   |
| 阮右公 | 阮超   |
| 矫令公 | 矯順   |
| 范防遏 | 范白虎 |
| 杜景公 | 杜景碩 |
| 陳明公 | 陳覽   |

## 丁朝
| 諡號   | 姓名            | 在世          | 在位時間     | 年號及使用时间 | 年號及使用时间 |
| ------ | --------------- | ------------- | ------------ | -------------- | -------------- |
| 先皇帝 | 丁部領 （丁桓） | 924年－979年  | 968年－979年 | －             | 968年－970年   |
| 先皇帝 | 丁部領 （丁桓） | 924年－979年  | 968年－979年 | 太平           | 970年－979年   |
| 廢帝   | 丁璿            | 974年－1001年 | 979年－980年 | 太平           | 979年－980年   |

## 前黎朝
| 稱號                     | 姓名              | 在世          | 在位時間       | 年號及使用时间 | 年號及使用时间 |
| ------------------------ | ----------------- | ------------- | -------------- | -------------- | -------------- |
| 長興王 （980年黎桓追諡） | 黎                | ？年－？年    |                |                |                |
| 大行皇帝                 | 黎桓              | 941年－1005年 | 980年－1005年  | 天福           | 980年－988年   |
| 大行皇帝                 | 黎桓              | 941年－1005年 | 980年－1005年  | 兴统           | 989年－993年   |
| 大行皇帝                 | 黎桓              | 941年－1005年 | 980年－1005年  | 應天           | 994年－1005年  |
| 中宗皇帝                 | 黎龍鉞            | 983年－1005年 | 1005年         | 應天           | 1005年         |
| 臥朝皇帝                 | 黎龍鋌 （黎至忠） | 986年－1009年 | 1005年－1009年 | 應天           | 1005年－1007年 |
| 臥朝皇帝                 | 黎龍鋌 （黎至忠） | 986年－1009年 | 1005年－1009年 | 景瑞           | 1008年－1009年 |

## 李朝
| 廟號                          | 諡號                                    | 姓名              | 在世           | 在位時間       | 年號及使用時間 | 年號及使用時間 | 陵號 |
| ----------------------------- | --------------------------------------- | ----------------- | -------------- | -------------- | -------------- | -------------- | ---- |
| -                             | 顯慶王 （1009年太祖李公蘊追諡）         | 李某              | ？年－？年     |                |                |                |      |
| 太祖 （1028年太宗李佛瑪尊上） | 神武皇帝 （1028年太宗李佛瑪諡）         | 李公蘊            | 974年－1028年  | 1009年－1028年 | 順天           | 1010年－1028年 | 壽陵 |
| 太宗 （1054年聖宗李日尊尊上） |                                         | 李佛瑪 （李德政） | 1000年－1054年 | 1028年－1054年 | 天成           | 1028年－1034年 | 壽陵 |
| 太宗 （1054年聖宗李日尊尊上） | 通瑞                                    | 李佛瑪 （李德政） | 1000年－1054年 | 1028年－1054年 | 1034年－1039年 |                | 壽陵 |
| 太宗 （1054年聖宗李日尊尊上） | 乾符有道                                | 李佛瑪 （李德政） | 1000年－1054年 | 1028年－1054年 | 1039年－1042年 |                | 壽陵 |
| 太宗 （1054年聖宗李日尊尊上） | 明道                                    | 李佛瑪 （李德政） | 1000年－1054年 | 1028年－1054年 | 1042年－1044年 |                | 壽陵 |
| 太宗 （1054年聖宗李日尊尊上） | 天感聖武                                | 李佛瑪 （李德政） | 1000年－1054年 | 1028年－1054年 | 1044年－1049年 |                | 壽陵 |
| 太宗 （1054年聖宗李日尊尊上） | 崇興大寶                                | 李佛瑪 （李德政） | 1000年－1054年 | 1028年－1054年 | 1049年－1054年 |                | 壽陵 |
| 聖宗 （1072年仁宗李乾德尊上） | 仁孝文武皇帝 （李朝朝廷諡）             | 李日尊            | 1023年－1072年 | 1054年－1072年 | 龍瑞太平       | 1054年－1058年 | 壽陵 |
| 聖宗 （1072年仁宗李乾德尊上） | 仁孝文武皇帝 （李朝朝廷諡）             | 李日尊            | 1023年－1072年 | 1054年－1072年 | 彰聖嘉慶       | 1059年－1066年 | 壽陵 |
| 聖宗 （1072年仁宗李乾德尊上） | 仁孝文武皇帝 （李朝朝廷諡）             | 李日尊            | 1023年－1072年 | 1054年－1072年 | 龍章天嗣       | 1066年－1068年 | 壽陵 |
| 聖宗 （1072年仁宗李乾德尊上） | 仁孝文武皇帝 （李朝朝廷諡）             | 李日尊            | 1023年－1072年 | 1054年－1072年 | 天貺寶象       | 1068年－1069年 | 壽陵 |
| 聖宗 （1072年仁宗李乾德尊上） | 仁孝文武皇帝 （李朝朝廷諡）             | 李日尊            | 1023年－1072年 | 1054年－1072年 | 神武           | 1069年－1072年 | 壽陵 |
| 仁宗 （1128年神宗李陽煥尊上） | 孝慈聖神文武皇帝 （1128年神宗李陽煥諡） | 李乾德            | 1066年－1127年 | 1072年－1127年 | 太寧           | 1072年－1076年 | 壽陵 |
| 仁宗 （1128年神宗李陽煥尊上） | 孝慈聖神文武皇帝 （1128年神宗李陽煥諡） | 李乾德            | 1066年－1127年 | 1072年－1127年 | 英武昭勝       | 1076年－1085年 | 壽陵 |
| 仁宗 （1128年神宗李陽煥尊上） | 孝慈聖神文武皇帝 （1128年神宗李陽煥諡） | 李乾德            | 1066年－1127年 | 1072年－1127年 | 廣祐           | 1085年－1092年 | 壽陵 |
| 仁宗 （1128年神宗李陽煥尊上） | 孝慈聖神文武皇帝 （1128年神宗李陽煥諡） | 李乾德            | 1066年－1127年 | 1072年－1127年 | 會豐           | 1092年－1100年 | 壽陵 |
| 仁宗 （1128年神宗李陽煥尊上） | 孝慈聖神文武皇帝 （1128年神宗李陽煥諡） | 李乾德            | 1066年－1127年 | 1072年－1127年 | 龍符元化       | 1101年－1109年 | 壽陵 |
| 仁宗 （1128年神宗李陽煥尊上） | 孝慈聖神文武皇帝 （1128年神宗李陽煥諡） | 李乾德            | 1066年－1127年 | 1072年－1127年 | 會祥大慶       | 1110年－1119年 | 壽陵 |
| 仁宗 （1128年神宗李陽煥尊上） | 孝慈聖神文武皇帝 （1128年神宗李陽煥諡） | 李乾德            | 1066年－1127年 | 1072年－1127年 | 天符睿武       | 1120年－1126年 | 壽陵 |
| 仁宗 （1128年神宗李陽煥尊上） | 孝慈聖神文武皇帝 （1128年神宗李陽煥諡） | 李乾德            | 1066年－1127年 | 1072年－1127年 | 天符慶壽       | 1127年         | 壽陵 |
| -                             | 恭皇 （1130年神宗李陽煥諡）             | 李某              | ？年－1130年   |                |                |                |      |
| 神宗 （1138年英宗李天祚尊上） | 廣仁崇孝文武皇帝 （1138年英宗李天祚諡） | 李陽煥            | 1116年－1138年 | 1127年－1138年 | 天順           | 1128年－1132年 | 壽陵 |
| 神宗 （1138年英宗李天祚尊上） | 廣仁崇孝文武皇帝 （1138年英宗李天祚諡） | 李陽煥            | 1116年－1138年 | 1127年－1138年 | 天彰寶嗣       | 1133年－1138年 | 壽陵 |
| 英宗 （1175年高宗李龍𣉙尊上） |                                         | 李天祚            | 1136年－1175年 | 1138年－1175年 | 紹明           | 1138年－1140年 | 壽陵 |
| 英宗 （1175年高宗李龍𣉙尊上） | 大定                                    | 李天祚            | 1136年－1175年 | 1138年－1175年 | 1140年－1162年 |                | 壽陵 |
| 英宗 （1175年高宗李龍𣉙尊上） | 政隆寶應                                | 李天祚            | 1136年－1175年 | 1138年－1175年 | 1163年－1174年 |                | 壽陵 |
| 英宗 （1175年高宗李龍𣉙尊上） | 天感至寶                                | 李天祚            | 1136年－1175年 | 1138年－1175年 | 1174年－1175年 |                | 壽陵 |
| 高宗 （1210年惠宗李旵尊上）   |                                         | 李龍𣉙 （李龍翰） | 1173年－1210年 | 1175年－1210年 | 貞符           | 1176年－1186年 | 壽陵 |
| 高宗 （1210年惠宗李旵尊上）   | 天資嘉瑞                                | 李龍𣉙 （李龍翰） | 1173年－1210年 | 1175年－1210年 | 1186年－1202年 |                | 壽陵 |
| 高宗 （1210年惠宗李旵尊上）   | 天嘉寶祐                                | 李龍𣉙 （李龍翰） | 1173年－1210年 | 1175年－1210年 | 1202年－1205年 |                | 壽陵 |
| 高宗 （1210年惠宗李旵尊上）   | 治平龍應                                | 李龍𣉙 （李龍翰） | 1173年－1210年 | 1175年－1210年 | 1205年－1210年 |                | 壽陵 |
| -                             | -                                       | 李忱              | 1202年－？年   | 1209年         | -              | -              | -    |
| 惠宗 （1226年陳朝尊上）       |                                         | 李旵 （李昊旵）   | 1194年－1226年 | 1209年－1210年 | -              | -              | -    |
| 惠宗 （1226年陳朝尊上）       | 1210年－1224年                          | 李旵 （李昊旵）   | 1194年－1226年 | 建嘉           | 1211年－1224年 |                | -    |
| -                             | 元皇 （《大越史略》記載稱號）           | 李某              | ？年－1221年   | 1214年－1216年 | 乾寧           | 1214年－1216年 | -    |
| -                             | 昭皇                                    | 李天馨 （李佛金） | 1218年－1278年 | 1224年－1225年 | 天彰有道       | 1224年－1225年 | -    |

- 《奉聖夫人黎氏墓誌》載有一追尊君主「譽宗正皇」，唯其身份及與各君主關係情況則不詳[18]。

## 陳朝
| 廟號                            | 諡號                                                              | 姓名                          | 在世           | 在位時間       | 年號及使用時間 | 年號及使用時間 | 陵號   |
| ------------------------------- | ----------------------------------------------------------------- | ----------------------------- | -------------- | -------------- | -------------- | -------------- | ------ |
| -                               | 懿王 （陳朝朝廷追諡）                                             | 陳京                          | ？年－？年     |                |                |                |        |
| 穆祖 （1312年英宗陳烇追尊）     | 懿皇帝 （1312年英宗陳烇改諡）                                     | 陳京                          | ？年－？年     |                |                |                |        |
| -                               | 恭王 （陳朝朝廷追諡）                                             | 陳翕                          | ？年－？年     |                |                |                |        |
| 寧祖 （1312年英宗陳烇追尊）     | 恭皇帝 （1312年英宗陳烇改諡）                                     | 陳翕                          | ？年－？年     |                |                |                |        |
| -                               | 昭王 （陳朝朝廷追諡）                                             | 陳李                          | ？年－？年     |                |                |                |        |
| 元祖 （1312年英宗陳烇追尊）     | 昭皇帝 （1312年英宗陳烇改諡）                                     | 陳李                          | ？年－？年     |                |                |                |        |
| 徽宗 （1234年太宗陳煚尊上）     | 開運立極弘仁應道純真至德神武聖文垂裕至孝皇帝 （1234年太宗陳煚諡） | 陳承                          | 1184年－1234年 |                |                |                | 徽陵   |
| 太祖 （1248年太宗陳煚改尊）     | 開運立極弘仁應道純真至德神武聖文垂裕至孝皇帝 （1234年太宗陳煚諡） | 陳承                          | 1184年－1234年 |                |                |                | 徽陵   |
| 太宗 （1277年聖宗陳晃尊上）     | 統天御極隆功茂德顯和佑順神文聖武元孝皇帝 （1277年聖宗陳晃諡）     | 陳煚 （陳日煚、陳光昺、陳蒲） | 1218年－1277年 | 1225年－1258年 | 建中           | 1225年－1232年 | 昭陵   |
| 太宗 （1277年聖宗陳晃尊上）     | 統天御極隆功茂德顯和佑順神文聖武元孝皇帝 （1277年聖宗陳晃諡）     | 陳煚 （陳日煚、陳光昺、陳蒲） | 1218年－1277年 | 1225年－1258年 | 天應政平       | 1232年－1251年 | 昭陵   |
| 太宗 （1277年聖宗陳晃尊上）     | 統天御極隆功茂德顯和佑順神文聖武元孝皇帝 （1277年聖宗陳晃諡）     | 陳煚 （陳日煚、陳光昺、陳蒲） | 1218年－1277年 | 1225年－1258年 | 元豐           | 1251年－1258年 | 昭陵   |
| 聖宗 （1290年仁宗陳昑尊上）     | 玄功盛德仁明文武宣孝皇帝 （1290年仁宗陳昑諡）                     | 陳晃 （陳日烜、陳威晃）       | 1240年－1290年 | 1258年－1278年 | 紹隆           | 1258年－1272年 | 裕陵   |
| 聖宗 （1290年仁宗陳昑尊上）     | 玄功盛德仁明文武宣孝皇帝 （1290年仁宗陳昑諡）                     | 陳晃 （陳日烜、陳威晃）       | 1240年－1290年 | 1258年－1278年 | 寶符           | 1273年－1278年 | 裕陵   |
| 仁宗 （1310年英宗陳烇尊上）     | 法天崇道應世化民隆慈顯惠聖文神武元明睿孝皇帝 （1310年英宗陳烇諡） | 陳昑 （陳日燇）               | 1258年－1308年 | 1278年－1293年 | 紹寶           | 1279年－1285年 | 德陵   |
| 仁宗 （1310年英宗陳烇尊上）     | 法天崇道應世化民隆慈顯惠聖文神武元明睿孝皇帝 （1310年英宗陳烇諡） | 陳昑 （陳日燇）               | 1258年－1308年 | 1278年－1293年 | 重興           | 1285年－1293年 | 德陵   |
| 英宗 （1320年明宗陳奣尊上）     | 顯文睿武欽明仁孝皇帝 （1320年明宗陳奣諡）                         | 陳烇 （陳日㷃）               | 1276年－1320年 | 1293年－1314年 | 興隆           | 1293年－1314年 | 泰陵   |
| 明宗 （1357年裕宗陳暭尊上）     | 章堯文哲皇帝 （1357年裕宗陳暭諡）                                 | 陳奣 （陳日爌）               | 1300年－1357年 | 1314年－1329年 | 大慶           | 1314年－1323年 | 穆陵   |
| 明宗 （1357年裕宗陳暭尊上）     | 章堯文哲皇帝 （1357年裕宗陳暭諡）                                 | 陳奣 （陳日爌）               | 1300年－1357年 | 1314年－1329年 | 開泰           | 1324年－1329年 | 穆陵   |
| 憲宗 （1341年裕宗陳暭尊上）     |                                                                   | 陳旺 （陳日㷆）               | 1319年－1341年 | 1329年－1341年 | 開祐           | 1329年－1341年 | 昌安陵 |
| 裕宗 （1369年昏德公楊日禮尊上） |                                                                   | 陳暭 （陳日煃）               | 1336年－1369年 | 1341年－1369年 | 紹豐           | 1341年－1357年 | 阜陵   |
| 裕宗 （1369年昏德公楊日禮尊上） | 大治                                                              | 陳暭 （陳日煃）               | 1336年－1369年 | 1341年－1369年 | 1358年－1369年 |                | 阜陵   |
| -                               | 昏德公 （1370年藝宗陳暊定）                                       | 楊日禮 （陳日熞）             | ？年－1370年   | 1369年－1370年 | 大定           | 1369年－1370年 | -      |
| 藝宗 （1394年順宗陳顒尊上）     | 光堯英哲皇帝 （1394年順宗陳顒諡）                                 | 陳暊 （陳叔明）               | 1321年－1394年 | 1370年－1372年 | 紹慶           | 1370年－1372年 | 原陵   |
| 睿宗 （1377年廢帝陳晛尊上）     |                                                                   | 陳曔 （陳日煓）               | 1337年－1377年 | 1372年－1377年 | 隆慶           | 1373年－1377年 | 熙陵   |
| -                               | 靈德王 （1388年藝宗陳暊定）                                       | 陳晛 （陳日煒）               | 1361年－1388年 | 1377年－1388年 | 昌符           | 1377年－1388年 | 安排山 |
| 順宗 （1399年少帝尊上）         |                                                                   | 陳顒 （陳日焜）               | 1378年－1399年 | 1388年－1398年 | 光泰           | 1388年－1398年 |        |
|                                 | 保寧大王 （1400年胡季犛定）                                       | 陳                            | 1396年－？年   | 1398年－1400年 | 建新           | 1398年－1400年 |        |

## 胡朝
| 姓名                      | 在世         | 在位時間       | 年號及使用时间 | 年號及使用时间 |
| ------------------------- | ------------ | -------------- | -------------- | -------------- |
| 胡一元 （胡季犛、黎季犛） | 1336年－？年 | 1400年         | 聖元           | 1400年         |
| 胡漢蒼 （胡𡗨）           | ？年－？年   | 1400年－1407年 | 紹成           | 1401年－1402年 |
| 胡漢蒼 （胡𡗨）           | ？年－？年   | 1400年－1407年 | 開大           | 1403年－1407年 |

## 後陳朝
| 稱號     | 姓名   | 在世         | 在位時間       | 年號及使用时间 | 年號及使用时间 |
| -------- | ------ | ------------ | -------------- | -------------- | -------------- |
| 簡定帝   | 陳頠   | ？年－1410年 | 1407年－1409年 | 興慶           | 1407年－1409年 |
| 重光帝   | 陳季擴 | ？年－1414年 | 1409年－1413年 | 重光           | 1409年－1413年 |
| 屬明時期 |        |              |                |                |                |
| －       | 陳暠   | ？年－1428年 | 1426年－1428年 | 天慶           | 1426年－1428年 |

## 後黎朝

### 黎初朝
| 廟號                          | 諡號                                                            | 姓名            | 在世           | 在位時間       | 年號及使用時間 | 年號及使用時間 | 陵號   |
| ----------------------------- | --------------------------------------------------------------- | --------------- | -------------- | -------------- | -------------- | -------------- | ------ |
| 高上祖 （後黎朝朝廷追尊）     | 明皇帝 （後黎朝朝廷追諡）                                       | 黎誨            | ？年－？年     |                |                |                |        |
| 顯祖 （1428年太祖黎利追尊）   | 昭德至仁澤皇帝 （歷代累諡）                                     | 黎汀            | ？年－？年     |                |                |                | 來聞陵 |
| 宣祖 （1428年太祖黎利追尊）   | 憲文睿哲福皇帝 （歷代累諡）                                     | 黎曠            | ？年－？年     |                |                |                | 佛皇陵 |
| 太祖 （1433年太宗黎元龍尊上） | 統天啟運聖德神功睿文英武寬明勇智弘義至明大孝高皇帝 （歷代累諡） | 黎利            | 1385年－1433年 | 1428年－1433年 | 順天           | 1428年－1433年 | 永陵   |
| 太宗 （1442年仁宗黎邦基尊上） | 繼天體道顯德聖功欽明文思英睿仁哲昭憲建中文皇帝 （歷代累諡）     | 黎元龍 （黎麟） | 1423年－1442年 | 1433年－1442年 | 紹平           | 1433年－1439年 | 祐陵   |
| 太宗 （1442年仁宗黎邦基尊上） | 繼天體道顯德聖功欽明文思英睿仁哲昭憲建中文皇帝 （歷代累諡）     | 黎元龍 （黎麟） | 1423年－1442年 | 1433年－1442年 | 大寶           | 1440年－1442年 | 祐陵   |
| 仁宗 （1460年聖宗黎思誠尊上） | 欽文仁孝宣明聰睿宣皇帝 （歷代累諡）                             | 黎邦基 （黎濬） | 1441年－1459年 | 1442年－1459年 | 大和           | 1443年－1453年 | 穆陵   |
| 仁宗 （1460年聖宗黎思誠尊上） | 欽文仁孝宣明聰睿宣皇帝 （歷代累諡）                             | 黎邦基 （黎濬） | 1441年－1459年 | 1442年－1459年 | 延寧           | 1454年－1459年 | 穆陵   |
| -                             | 厲德侯 （1460年聖宗黎思誠定）                                   | 黎宜民 （黎琮） | 1439年－1460年 | 1459年－1460年 | 天兴           | 1459年－1460年 |        |
| 聖宗 （1497年憲宗黎鏳尊上）   | 崇天廣運高明光正至德大功聖文神武達孝淳皇帝 （歷代累諡）         | 黎思誠 （黎灝） | 1442年－1497年 | 1460年－1497年 | 光順           | 1460年－1469年 | 昭陵   |
| 聖宗 （1497年憲宗黎鏳尊上）   | 崇天廣運高明光正至德大功聖文神武達孝淳皇帝 （歷代累諡）         | 黎思誠 （黎灝） | 1442年－1497年 | 1460年－1497年 | 洪德           | 1470年－1497年 | 昭陵   |
| 憲宗 （1504年肅宗黎敬甫尊上） | 體天凝道懋德至仁昭文紹武宣哲欽聖彰孝睿皇帝 （歷代累諡）         | 黎鏳 （黎暉）   | 1461年－1504年 | 1497年－1504年 | 景統           | 1498年－1504年 | 裕陵   |
| 肅宗 （1505年威穆帝黎濬尊上） | 昭義顯仁溫恭淵默惇孝允恭欽皇帝 （歷代累諡）                     | 黎敬甫 （黎㵮） | 1488年－1504年 | 1504年         | 泰貞           | 1504年         | 敬陵   |
| -                             | 愍厲公 （1510年襄翼帝黎瀠定）                                   | 黎濬 （黎諠）   | 1488年－1509年 | 1504年－1509年 | 端慶           | 1505年－1509年 | 安陵   |
| -                             | 威穆帝 （1517年昭宗黎椅諡）                                     | 黎濬 （黎諠）   | 1488年－1509年 | 1504年－1509年 | 端慶           | 1505年－1509年 | 安陵   |
| 德宗 （1517年昭宗黎椅追尊）   | 配天裕聖温良光明文哲寛弘彰信綏休睦孝建皇帝 （歷代累諡）         | 黎鑌            | 1466年－1502年 |                |                |                | 受節陵 |
| -                             | 靈隱王 （1516年鄭惟㦃定）                                       | 黎瀠 （黎晭）   | 1495年－1516年 | 1509年－1516年 | 洪順           | 1509年－1516年 | 元陵   |
| -                             | 襄翼帝 （1517年昭宗黎椅諡）                                     | 黎瀠 （黎晭）   | 1495年－1516年 | 1509年－1516年 | 洪順           | 1509年－1516年 | 元陵   |
| -                             | -                                                               | 黎光治          | 1509年－1516年 | 1516年         | 洪順           | 1516年         |        |
| 明宗 （1517年昭宗黎椅追尊）   | 哲皇帝 （1517年昭宗黎椅追諡）                                   | 黎漴            | ？年－1509年   |                |                |                | 康陵   |
| -                             | 陀陽王 （1523年莫登庸定）                                       | 黎椅 （黎譓）   | 1506年－1527年 | 1516年－1522年 | 光紹           | 1516年－1522年 | 永興陵 |
| 昭宗 （後黎朝朝廷尊上）       | 神皇帝 （後黎朝朝廷諡）                                         | 黎椅 （黎譓）   | 1506年－1527年 | 1516年－1522年 | 光紹           | 1516年－1522年 | 永興陵 |
| -                             | 恭王 （1527年莫登庸定）                                         | 黎椿 （黎懬）   | 1507年－1527年 | 1522年－1527年 | 統元           | 1522年－1527年 | 華陽陵 |
| -                             | 恭皇帝 （後黎朝朝廷諡）                                         | 黎椿 （黎懬）   | 1507年－1527年 | 1522年－1527年 | 統元           | 1522年－1527年 | 華陽陵 |

## 南北朝

### 莫朝（北朝）
| 廟號                          | 諡號                                      | 姓名              | 在世           | 在位時間       | 年號及使用時間 | 年號及使用時間 | 陵號 |
| ----------------------------- | ----------------------------------------- | ----------------- | -------------- | -------------- | -------------- | -------------- | ---- |
| -                             | 建始欽明文皇帝 （1527年太祖莫登庸追諡）   | 莫挺之            | 1280年－1346年 |                |                |                |      |
| -                             | 弘基篤善宣休皇帝 （1527年太祖莫登庸追諡） | 莫瑤              | ？年－？年     |                |                |                |      |
| 裕祖 （1527年太祖莫登庸追尊） | 肇福弘道積德皇帝 （1527年太祖莫登庸追諡） | 莫邃              | ？年－1412年   |                |                |                |      |
| 懿祖 （1527年太祖莫登庸追尊） | 洪慶淵哲英睿皇帝 （1527年太祖莫登庸追諡） | 莫暠              | ？年－？年     |                |                |                |      |
| 弘祖 （1527年太祖莫登庸追尊） | 淳憲綏休篤恭皇帝 （1527年太祖莫登庸追諡） | 莫萍              | ？年－？年     |                |                |                |      |
| 昭祖 （1527年太祖莫登庸追尊） | 光烈基命皇帝 （1527年太祖莫登庸追諡）     | 莫檄              | ？年－1412年   |                |                |                | 西陵 |
| 太祖 （1541年憲宗莫福海尊上） | 仁明高皇帝 （1541年憲宗莫福海諡）         | 莫登庸            | 1470年－1541年 | 1527年－1529年 | 明德           | 1527年－1529年 | 安陵 |
| 太宗 （1540年憲宗莫福海尊上） | 欽哲文皇帝 （1540年憲宗莫福海諡）         | 莫登瀛 （莫方瀛） | ？年－1540年   | 1530年－1540年 | 大正           | 1530年－1540年 |      |
| 憲宗 （1546年宣宗莫福源尊上） | 顯皇帝 （1546年宣宗莫福源諡）             | 莫福海            | ？年－1546年   | 1540年－1546年 | 廣和           | 1541年－1546年 |      |
| 宣宗 （1564年莫茂洽尊上）     | 睿皇帝或英毅皇帝 （1564年莫茂洽諡）       | 莫福源 （莫宏瀷） | ？年－1564年   | 1546年－1564年 | 永定           | 1547年－1548年 |      |
| 宣宗 （1564年莫茂洽尊上）     | 睿皇帝或英毅皇帝 （1564年莫茂洽諡）       | 莫福源 （莫宏瀷） | ？年－1564年   | 1546年－1564年 | 景曆           | 1548年－1555年 |      |
| 宣宗 （1564年莫茂洽尊上）     | 睿皇帝或英毅皇帝 （1564年莫茂洽諡）       | 莫福源 （莫宏瀷） | ？年－1564年   | 1546年－1564年 | 光寶           | 1555年－1564年 |      |
|                               |                                           | 莫茂洽            | 1563年－1592年 | 1564年－1592年 | 淳福           | 1565年－1568年 |      |
| 崇康                          | 1568年－1578年                            | 莫茂洽            | 1563年－1592年 | 1564年－1592年 |                |                |      |
| 延成                          | 1578年－1585年                            | 莫茂洽            | 1563年－1592年 | 1564年－1592年 |                |                |      |
| 端泰                          | 1585年－1588年                            | 莫茂洽            | 1563年－1592年 | 1564年－1592年 |                |                |      |
| 興治                          | 1588年－1591年                            | 莫茂洽            | 1563年－1592年 | 1564年－1592年 |                |                |      |
| 洪寧                          | 1591年－1592年                            | 莫茂洽            | 1563年－1592年 | 1564年－1592年 |                |                |      |
|                               |                                           | 莫全 （監國）     | ？年－1593年   | 1592年         | 武安           | 1592年         |      |

### 黎中興朝（南朝）
| 廟號                            | 諡號                                                                  | 姓名              | 在世           | 在位時間       | 年號及使用時間 | 年號及使用時間 | 陵號         |
| ------------------------------- | --------------------------------------------------------------------- | ----------------- | -------------- | -------------- | -------------- | -------------- | ------------ |
| 莊宗 （1548年中宗黎暄尊上）     | 裕皇帝 （1548年中宗黎暄諡）                                           | 黎寧 （黎㫬）     | ？年－1548年   | 1533年－1548年 | 元和           | 1533年－1548年 | 景陵         |
| 中宗 （1556年英宗黎維邦尊上）   | 武皇帝 （1556年英宗黎維邦諡）                                         | 黎暄 （黎寵）     | 1535年－1556年 | 1548年－1556年 | 順平           | 1549年－1556年 | 延陵         |
| 孝宗 （後黎朝朝廷追尊）         | 仁皇帝 （後黎朝朝廷追諡）                                             | 黎維絖            | ？年－？年     |                |                |                | 華岳陵       |
| 英宗 （1573年世宗黎維潭尊上）   | 峻皇帝 （1573年世宗黎維潭諡）                                         | 黎維邦            | 1532年－1573年 | 1556年－1573年 | 天祐           | 1557年         | 布衞陵       |
| 英宗 （1573年世宗黎維潭尊上）   | 峻皇帝 （1573年世宗黎維潭諡）                                         | 黎維邦            | 1532年－1573年 | 1556年－1573年 | 正治           | 1558年－1571年 | 布衞陵       |
| 英宗 （1573年世宗黎維潭尊上）   | 峻皇帝 （1573年世宗黎維潭諡）                                         | 黎維邦            | 1532年－1573年 | 1556年－1573年 | 洪福           | 1572年         | 布衞陵       |
| 世宗 （後黎朝朝廷尊上）         | 積純剛正勇果毅皇帝 （後黎朝朝廷諡）                                   | 黎維潭            | 1567年－1599年 | 1573年－1599年 | 嘉泰           | 1573年－1577年 | 華岳陵       |
| 世宗 （後黎朝朝廷尊上）         | 積純剛正勇果毅皇帝 （後黎朝朝廷諡）                                   | 黎維潭            | 1567年－1599年 | 1573年－1599年 | 光興           | 1578年－1599年 | 華岳陵       |
| -                               | 簡輝帝 （1619年鄭松初諡）                                             | 黎維新            | 1588年－1619年 | 1599年－1619年 | 慎德           | 1600年         | 華巒陵       |
| 敬宗 （1632年神宗黎維祺尊上）   | 顯仁裕慶綏福惠皇帝 （1632年神宗黎維祺改諡）                           | 黎維新            | 1588年－1619年 | 1599年－1619年 | 弘定           | 1600年－1619年 | 華巒陵       |
| 神宗 （後黎朝朝廷尊上）         | 淵皇帝 （後黎朝朝廷諡）                                               | 黎維祺            | 1607年－1662年 | 1619年－1643年 | 永祚           | 1619年－1629年 | 群玉陵       |
| 神宗 （後黎朝朝廷尊上）         | 淵皇帝 （後黎朝朝廷諡）                                               | 黎維祺            | 1607年－1662年 | 1619年－1643年 | 德隆           | 1629年－1635年 | 群玉陵       |
| 神宗 （後黎朝朝廷尊上）         | 淵皇帝 （後黎朝朝廷諡）                                               | 黎維祺            | 1607年－1662年 | 1619年－1643年 | 陽和           | 1635年－1643年 | 群玉陵       |
| 神宗 （後黎朝朝廷尊上）         | 淵皇帝 （後黎朝朝廷諡）                                               | 黎維祺            | 1607年－1662年 | 1649年－1662年 | 慶德           | 1649年－1653年 | 群玉陵       |
| 神宗 （後黎朝朝廷尊上）         | 淵皇帝 （後黎朝朝廷諡）                                               | 黎維祺            | 1607年－1662年 | 1649年－1662年 | 盛德           | 1653年－1658年 | 群玉陵       |
| 神宗 （後黎朝朝廷尊上）         | 淵皇帝 （後黎朝朝廷諡）                                               | 黎維祺            | 1607年－1662年 | 1649年－1662年 | 永壽           | 1658年－1662年 | 群玉陵       |
| 神宗 （後黎朝朝廷尊上）         | 淵皇帝 （後黎朝朝廷諡）                                               | 黎維祺            | 1607年－1662年 | 1649年－1662年 | 萬慶           | 1662年         | 群玉陵       |
| 真宗 （後黎朝朝廷尊上）         | 順皇帝 （後黎朝朝廷諡）                                               | 黎維祐 （黎維禔） | 1630年－1649年 | 1643年－1649年 | 福泰           | 1643年－1649年 | 花浦陵       |
| 玄宗 （1671年嘉宗黎維禬尊上）   | 豁達睿聰剛毅中正溫柔和樂欽明文思允恭克讓穆皇帝 （1671年嘉宗黎維禬諡） | 黎維䄔 （黎維禧） | 1654年－1671年 | 1662年－1671年 | 景治           | 1663年－1671年 | 果盛陵       |
| 嘉宗 （1675年熙宗黎維祫尊上）   | 寬明敏達英果徽柔克仁篤義美皇帝 （1675年熙宗黎維祫諡）                 | 黎維禬 （黎維）   | 1661年－1675年 | 1671年－1675年 | 陽德           | 1672年－1674年 | 福安陵       |
| 嘉宗 （1675年熙宗黎維祫尊上）   | 寬明敏達英果徽柔克仁篤義美皇帝 （1675年熙宗黎維祫諡）                 | 黎維禬 （黎維）   | 1661年－1675年 | 1671年－1675年 | 德元           | 1674年－1675年 | 福安陵       |
| 熙宗 （1716年裕宗黎維禟尊上）   | 聰敏英果敦豁寬裕偉度徽恭章皇帝 （1716年裕宗黎維禟諡）                 | 黎維祫 （黎維禛） | 1663年－1716年 | 1675年－1705年 | 永治           | 1676年－1680年 | 富寧陵       |
| 熙宗 （1716年裕宗黎維禟尊上）   | 聰敏英果敦豁寬裕偉度徽恭章皇帝 （1716年裕宗黎維禟諡）                 | 黎維祫 （黎維禛） | 1663年－1716年 | 1675年－1705年 | 正和           | 1680年－1705年 | 富寧陵       |
| 裕宗 （1731年昏德公黎維祊尊上） | 純正徽柔溫簡慈祥寬惠遜敏和皇帝 （1731年昏德公黎維祊諡）               | 黎維禟 （黎維祹） | 1680年－1731年 | 1705年－1729年 | 永盛           | 1705年－1720年 | 金石陵       |
| 裕宗 （1731年昏德公黎維祊尊上） | 純正徽柔溫簡慈祥寬惠遜敏和皇帝 （1731年昏德公黎維祊諡）               | 黎維禟 （黎維祹） | 1680年－1731年 | 1705年－1729年 | 保泰           | 1720年－1729年 | 金石陵       |
| -                               | 昏德公 （1732年純宗黎維祥定）                                         | 黎維祊            | 1709年－1735年 | 1729年－1732年 | 永慶           | 1729年－1732年 | 青池縣金縷社 |
| -                               | 永慶帝 （阮朝改定）                                                   | 黎維祊            | 1709年－1735年 | 1729年－1732年 | 永慶           | 1729年－1732年 | 青池縣金縷社 |
| 純宗 （1735年懿宗黎維祳尊上）   | 寬和敦敏柔遜謹恪沈潛坦易簡皇帝 （1735年懿宗黎維祳諡）                 | 黎維祥 （黎維祜） | 1699年－1735年 | 1732年－1735年 | 龍德           | 1732年－1735年 | 平吳陵       |
| 懿宗 （1759年顯宗黎維祧尊上）   | 溫嘉莊肅愷悌通敏寬洪淵睿徽皇帝 （1759年顯宗黎維祧諡）                 | 黎維祳 （黎維禕） | 1719年－1759年 | 1735年－1740年 | 永佑           | 1735年－1740年 | 扶黎陵       |
| 顯宗 （1786年愍帝黎維祁尊上）   | 永皇帝 （1786年愍帝黎維祁諡）                                         | 黎維祧 （黎維𥚻） | 1717年－1786年 | 1740年－1786年 | 景興           | 1740年－1786年 | 盤石陵       |
| 佑宗 （1786年愍帝黎維祁追尊）   | 衍皇帝 （1786年愍帝黎維祁追諡）                                       | 黎維禕            | ？年－1771年   |                |                |                | 同陵         |
| -                               | 愍皇帝 （1884年阮朝朝廷追諡）                                         | 黎維祁 （黎維）   | 1765年－1793年 | 1786年－1789年 | 昭统           | 1787年－1789年 | 盤石陵       |

## 鄭阮紛爭

### 鄭主
| 廟號                          | 封號 | 爵號   | 諡號 | 姓名 | 在世           | 在位時間       | 墓葬         |
| ----------------------------- | --- | ------ | ---- | ---- | -------------- | -------------- | ------------ |
| 淵祖 （1782年聖祖鄭森追尊）   | 綏道王 （1782年聖祖鄭森追贈） | －     | 圓長 | 鄭紀 | ？年－？年     | －             | 永祿縣       |
| 穆祖 （1782年聖祖鄭森追尊）   | 福蔭王 （1782年聖祖鄭森追贈） | －     | 圓崇 | 鄭柳 | ？年－？年     | －             | －           |
| 肇祖 （1782年聖祖鄭森追尊）   | 演慶王 （1782年聖祖鄭森追贈） | －     | 圓道 | 鄭欄 | ？年－？年     | －             | －           |
| 興祖 （1782年聖祖鄭森追尊）   | 毓德王 （1782年聖祖鄭森追贈） | －     | 直道 | 鄭樓 | ？年－？年     | －             | －           |
| －                            | 明康太王 （1570年成祖鄭松初次尊封） | 太國公 | 忠勳 | 鄭檢 | 1503年－1570年 | 1545年－1570年 | 忭上鄉       |
| 世祖 （1643年文祖鄭梉追尊）   | 明康仁智武貞雄略顯德豐功啟業宏謨濟世澤民 建謀匡辟肇祥裕國廣運洪謨裕後衍福靖難佐辟 垂休篤弼開國剛毅輔國贊治毅威耀武延慶永緒 經文綏祿耿光丕憲揚武扶祚興業垂統鴻休綿緒 篤裕衍嗣燕謀鴻業豁達寬容立極永興綏福至德 廣惠扶運資治洪恩積厚永德大功盛業制治服遠 立經陳紀剛明雄斷彰善耀威鎮國安疆光明睿智 恭懿果決創法開基景泰永光含章載物茂功宏憲 法天興運廓宏恢疆齊聖聰武英果避遠仗義平殘 聖神睿智剛健中正英雄豪傑建義造謀開先昌後 太始孚先崇基肇慶神武聖文雄才偉略立業配天 功高德厚兆謀啟運創業立本太王 （歷代累加美字） | 太國公 | 忠勳 | 鄭檢 | 1503年－1570年 | 1545年－1570年 | 忭上鄉       |
| －                            | | 俊德侯 | －   | 鄭檜 | ？年－1584年   | 1570年         | 安定縣場粮地 |
| －                            | 恭和寬正哲王 （1623年文祖鄭梉初次尊封） | 平安王 | 睿武 | 鄭松 | 1550年－1623年 | 1570年－1623年 | 槊山鄉       |
| 成祖 （1643年文祖鄭梉追尊）   | 恭和寬正明哲聰顯英毅剛斷奮武經文匡國衛民 雄才偉略厚功豐業威靈顯應護國紹祐受祿錫胤 綿祚延禧啟佑鴻勳茂功敷勇造謀兆武貽典肇迹 垂裕永命高行厚恩顯謨光緒撫業集慶保治造夏 潤物垂準憲天普惠略韜公直執柄扶綱奉親法古 振令攬權崇熙開慶普通光天繼天出治嘉惠洪恩 肇基永命握樞御宇廓容奮斷植國禦邊聰明勇決 神武雄斷靖內寧外正直忠厚創業垂統盛德茂功 桓武英謨徽恭神聖深略宏謨峻功茂德基命耿光 燕謀宏烈述事圖功奮威造宇哲王 （歷代累加美字）                                                                                   | 平安王 | 睿武 | 鄭松 | 1550年－1623年 | 1570年－1623年 | 槊山鄉       |
| 文祖 （1657年弘祖鄭柞尊上）   | 誼王 （1657年弘祖鄭柞初次尊封） | 清王   | 隆緒 | 鄭梉 | 1577年－1657年 | 1623年－1657年 | 瑞原縣九巷社 |
| 文祖 （1657年弘祖鄭柞尊上）   | 德威恩信睿文豁達量天準世昭善至孝純信篤寔 儼容廓度執中貽則重威厚福傳家謀國培基助勝 綏內治外敷教垂憲純嘏放勳立極垂統貽謀裕後 嚴敬韜略英斷靈威殄寇濟生遠謨宏略豐功偉績 保業守成立極陳紀溫恭仁恕明允宣哲寬洪威斷 廣博溫粹顯仁弘烈文德武功深圖遠算定功保大 延庥垂澤崇勳廣業顯謨承烈誼王 （歷代累加美字） | 清王   | 隆緒 | 鄭梉 | 1577年－1657年 | 1623年－1657年 | 瑞原縣九巷社 |
| -                             | 崇義王 （1642年文祖鄭梉尊封） | 崇國公 | 雄度 | 鄭橋 | ？年－1642年   | -              |              |
| 弘祖 （1682年昭祖鄭根尊上）   | 陽王 （1682年昭祖鄭根初次尊封） | 西王   | 聰憲 | 鄭柞 | 1606年－1682年 | 1657年－1682年 | 雷陽縣萬賴冊 |
| 弘祖 （1682年昭祖鄭根尊上）   | 洪謨遠略安國恢疆振綱興治雄度英威揆文奮武 惇大明作峻德巍功睿算神謀耿光大烈造夏肇基 垂庥闡範修內攘外保和致治陽王 （歷代累加美字） | 西王   | 聰憲 | 鄭柞 | 1606年－1682年 | 1657年－1682年 | 雷陽縣萬賴冊 |
| 昭祖 （1709年僖祖鄭棡尊上）   | 康王 （1709年僖祖鄭棡初次尊封） | 定王   | 融斷 | 鄭根 | 1633年－1709年 | 1682年－1709年 | 永福縣金山社 |
| 昭祖 （1709年僖祖鄭棡尊上）   | 洪猷神智雄才宣義敷道立政淵懿神智聖武文功 承烈顯謨監憲秉哲保國綏方光前振後制治垂準 盛業大功恢綱振紀綏內寧外康王 （歷代累加美字） | 定王   | 融斷 | 鄭根 | 1633年－1709年 | 1682年－1709年 | 永福縣金山社 |
| 淳祖 （1782年聖祖鄭森追尊）   | 良穆王 （1711年僖祖鄭棡初次尊封） | 良郡公 | 淳正 | 鄭栐 | 1651年－1678年 | －             | 農貢縣古汴社 |
| 淳祖 （1782年聖祖鄭森追尊）   | 裕仁偉量垂休篤祐延福錫功紹前昌後綏成嗣美 駿德燕謀夤和中正積慶純嘏良穆王 （歷代累加美字） | 良郡公 | 淳正 | 鄭栐 | 1651年－1678年 | －             | 農貢縣古汴社 |
| 睿祖 （1782年聖祖鄭森追尊）   | 晉光王 （1711年僖祖鄭棡初次尊封） | 晉國公 | 明慶 | 鄭柄 | 1670年－1702年 | －             | 淳祿縣富田社 |
| 睿祖 （1782年聖祖鄭森追尊）   | 英明聰睿迪哲溫文積善培基貽謀裕後紹猷昌胤 篤祐延休廓度宏謨崇禧茂德晉光王 （歷代累加美字） | 晉國公 | 明慶 | 鄭柄 | 1670年－1702年 | －             | 淳祿縣富田社 |
| 僖祖 （1729年裕祖鄭杠尊上）   | 仁王 （1729年裕祖鄭杠初次尊封） | 安王   | 懿略 | 鄭棡 | 1686年－1729年 | 1709年－1729年 | 安定縣快樂社 |
| 僖祖 （1729年裕祖鄭杠尊上）   | 溫穆莊肅寬裕徽濬經文緯武洪謨大略垂統憲天 神謀睿算闢國開彊耀武宣威輯鄰和夏振綱陳紀 和衷迓衡仁王 （歷代累加美字） | 安王   | 懿略 | 鄭棡 | 1686年－1729年 | 1709年－1729年 | 安定縣快樂社 |
| 裕祖 （1761年毅祖鄭楹尊上）   | 順王 （1761年毅祖鄭楹初次尊封） | 全王   | 頤穆 | 鄭   | 1711年－1761年 | 1729年－1740年 | 永祿縣本始社 |
| 裕祖 （1761年毅祖鄭楹尊上）   | 恭讓寬惠純粹輝嘉廣淵博厚履道謙光宣慈愷悌 厚德遠謀順王 （歷代累加美字） | 全王   | 頤穆 | 鄭   | 1711年－1761年 | 1729年－1740年 | 永祿縣本始社 |
| 毅祖 （1767年聖祖鄭森尊上）   | 恩王 （1767年聖祖鄭森初次尊封） | 明王   | 紹基 | 鄭楹 | 1720年－1767年 | 1740年－1767年 | 金城社       |
| 毅祖 （1767年聖祖鄭森尊上）   | 神謀睿算盛德放勳洪慈達孝宏謨大烈闡猷基績 定武開平迪文敷訓遠謨厚澤恩王 （歷代累加美字） | 明王   | 紹基 | 鄭楹 | 1720年－1767年 | 1740年－1767年 | 金城社       |
| 聖祖 （1782年奠都王鄭檊尊上） | 盛王 （1782年奠都王鄭檊初次尊封） | 靖王   | －   | 鄭森 | 1739年－1782年 | 1767年－1782年 | 汴上鄉       |
| 聖祖 （1782年奠都王鄭檊尊上） | 紹天興運制治開疆洪量英猷正誠仁孝盛王 （歷代累加美字） | 靖王   | －   | 鄭森 | 1739年－1782年 | 1767年－1782年 | 汴上鄉       |
| －                            | | 奠都王 | 沖愍 | 鄭檊 | 1775年－1782年 | 1782年         | －           |
| －                            | 英烈靈王 （1786年晏都王鄭槰尊封） | 端南王 | －   | 鄭棕 | 1763年－1786年 | 1782年－1786年 | 東山縣布衞總 |
| －                            | | 晏都王 | －   | 鄭槰 | 1749年－1791年 | 1786年－1787年 | 豐祿縣登陽社 |

### 阮主（廣南國）
| 廟號                          | 諡號                                                                  | 爵號         | 稱號          | 姓名   | 在世           | 在位時間       | 陵號   |
| ----------------------------- | --------------------------------------------------------------------- | ------------ | ------------- | ------ | -------------- | -------------- | ------ |
| －                            | 惠哲顯祐宏休濟世偉績昭勳靖王 （太祖阮潢追諡）                         | 昭勳靖公     | -             | 阮淦   | 1468年－1545年 | －             | 長原陵 |
| －                            | 貽謀垂裕欽恭惠哲顯祐宏休濟世偉績昭勳靖王 （1744年世宗阮福濶改諡）     | 昭勳靖公     | -             | 阮淦   | 1468年－1545年 | －             | 長原陵 |
| 肇祖 （1806年世祖阮福映追尊） | 貽謀垂裕欽恭惠哲顯祐宏休濟世啟運仁聖靖皇帝 （1806年世祖阮福映改諡）   | 昭勳靖公     | -             | 阮淦   | 1468年－1545年 | －             | 長原陵 |
| －                            | 謹義達理顯應昭祐耀靈嘉裕王 （熙宗阮福源追諡）                         | 端國公       | 仙主          | 阮潢   | 1525年－1613年 | 1558年－1613年 | 長基陵 |
| 烈祖 （1744年世宗阮福濶追尊） | 肇基垂統欽明恭懿謹義達理顯應昭祐耀靈嘉裕太王 （1744年世宗阮福濶改諡） | 端國公       | 仙主          | 阮潢   | 1525年－1613年 | 1558年－1613年 | 長基陵 |
| 太祖 （1806年世祖阮福映改尊） | 肇基垂統欽明恭懿謹義達理顯應昭祐耀靈嘉裕皇帝 （1806年世祖阮福映改諡） | 端國公       | 仙主          | 阮潢   | 1525年－1613年 | 1558年－1613年 | 長基陵 |
| －                            | 大都統鎮南方總國政翼善綏猷瑞陽王 （1635年神宗阮福瀾初諡）             | 瑞國公       | 佛主          | 阮福源 | 1563年－1635年 | 1613年－1635年 | 長衍陵 |
| 宣祖 （1744年世宗阮福濶追尊） | 顯謨光烈溫恭明睿翼善綏猷孝文王 （1744年世宗阮福濶改諡）               | 瑞國公       | 佛主          | 阮福源 | 1563年－1635年 | 1613年－1635年 | 長衍陵 |
| 熙宗 （1806年世祖阮福映改尊） | 顯謨光烈溫恭明睿翼善綏猷孝文皇帝 （1806年世祖阮福映改諡）             | 瑞國公       | 佛主          | 阮福源 | 1563年－1635年 | 1613年－1635年 | 長衍陵 |
| －                            | 大元帥統率順化廣南等處掌國政威斷神武仁昭王 （1648年太宗阮福瀕初諡）   | 仁郡公       | 上主          | 阮福瀾 | 1601年－1648年 | 1635年－1648年 | 長延陵 |
| 神祖 （1744年世宗阮福濶追尊） | 承基纘統剛明雄毅威斷英武孝昭王 （1744年世宗阮福濶改諡）               | 仁郡公       | 上主          | 阮福瀾 | 1601年－1648年 | 1635年－1648年 | 長延陵 |
| 神宗 （1806年世祖阮福映改尊） | 承基纘統剛明雄毅威斷英武孝昭皇帝 （1806年世祖阮福映改諡）             | 仁郡公       | 上主          | 阮福瀾 | 1601年－1648年 | 1635年－1648年 | 長延陵 |
| －                            | 大元帥總國政功高德厚勇哲王 （1687年英宗阮福溙初諡）                   | 勇國公       | 賢主          | 阮福瀕 | 1620年－1687年 | 1648年－1687年 | 長興陵 |
| 毅祖 （1744年世宗阮福濶追尊） | 宣威建武英明莊正聖德神功孝哲王 （1744年世宗阮福濶改諡）               | 勇國公       | 賢主          | 阮福瀕 | 1620年－1687年 | 1648年－1687年 | 長興陵 |
| 太宗 （1806年世祖阮福映改尊） | 宣威建武英明莊正聖德神功孝哲皇帝 （1806年世祖阮福映改諡）             | 勇國公       | 賢主          | 阮福瀕 | 1620年－1687年 | 1648年－1687年 | 長興陵 |
| －                            | 大元帥總國政紹休纂業弘義王 （1691年顯宗阮福淍初諡）                   | 弘國公       | 義主          | 阮福溙 | 1649年－1691年 | 1687年－1691年 | 長茂陵 |
| －                            | 紹休纂業寬洪博厚溫惠慈祥孝義王 （1744年世宗阮福濶改諡）               | 弘國公       | 義主          | 阮福溙 | 1649年－1691年 | 1687年－1691年 | 長茂陵 |
| 英宗 （1806年世祖阮福映追尊） | 紹休纂業寬洪博厚溫惠慈祥孝義皇帝 （1806年世祖阮福映改諡）             | 弘國公       | 義主          | 阮福溙 | 1649年－1691年 | 1687年－1691年 | 長茂陵 |
| －                            | 都元帥總國政寬慈仁恕祚明王 （1725年肅宗阮福澍初諡）                   | 祚國公       | 國主 天縱道人 | 阮福淍 | 1675年－1725年 | 1691年－1725年 | 長清陵 |
| －                            | 英謨雄略聖文宣達寬慈仁恕孝明王 （1744年世宗阮福濶改諡）               | 祚國公       | 國主 天縱道人 | 阮福淍 | 1675年－1725年 | 1691年－1725年 | 長清陵 |
| 顯宗 （1806年世祖阮福映追尊） | 英謨雄略聖文宣達寬慈仁恕孝明皇帝 （1806年世祖阮福映改諡）             | 祚國公       | 國主 天縱道人 | 阮福淍 | 1675年－1725年 | 1691年－1725年 | 長清陵 |
| －                            | 大都統總國政宣光紹烈鼎寧王 （1738年世宗阮福濶初諡）                   | 鼎國公       | 雲泉道人      | 阮福澍 | 1696年－1738年 | 1725年－1738年 | 長豐陵 |
| －                            | 宣光紹烈濬哲靜淵經文緯武孝寧王 （1744年世宗阮福濶改諡）               | 鼎國公       | 雲泉道人      | 阮福澍 | 1696年－1738年 | 1725年－1738年 | 長豐陵 |
| 肅宗 （1806年世祖阮福映追尊） | 宣光紹烈濬哲靜淵經文緯武孝寧皇帝 （1806年世祖阮福映改諡）             | 鼎國公       | 雲泉道人      | 阮福澍 | 1696年－1738年 | 1725年－1738年 | 長豐陵 |
| －                            | 乾剛威斷神毅聖猷仁慈睿智孝武王 （1765年睿宗阮福淳初諡）               | 曉國公 國王  | 慈濟道人      | 阮福濶 | 1714年－1765年 | 1738年－1765年 | 長泰陵 |
| 世宗 （1806年世祖阮福映追尊） | 乾剛威斷神毅聖猷仁慈睿智孝武皇帝 （1806年世祖阮福映改諡）             | 曉國公 國王  | 慈濟道人      | 阮福濶 | 1714年－1765年 | 1738年－1765年 | 長泰陵 |
| －                            | 聰明寬厚英敏惠和孝定王 （1778年世祖阮福映初諡）                       | 國王         | 慶暊道人      | 阮福淳 | 1754年－1777年 | 1765年－1776年 | 長紹陵 |
| 睿宗 （1806年世祖阮福映追尊） | 聰明寬厚英敏惠和孝定皇帝 （1806年世祖阮福映改諡）                     | 國王         | 慶暊道人      | 阮福淳 | 1754年－1777年 | 1765年－1776年 | 長紹陵 |
| －                            | 孝宣王 （世祖阮福映初諡）                                             | －           | －            | 阮福昊 | 1739年－1760年 | －             | 宣王墓 |
| －                            | 濬哲溫良英睿明達宣王 （1804年世祖阮福映改諡）                         | －           | －            | 阮福昊 | 1739年－1760年 | －             | 宣王墓 |
| －                            | 孝惠王 （世祖阮福映初諡）                                             | 新政王       | －            | 阮福暘 | 1759年－1777年 | 1776年－1777年 | 穆王墓 |
| －                            | 恭敏英斷玄默偉文穆王 （1804年世祖阮福映改諡）                         | 新政王       | －            | 阮福暘 | 1759年－1777年 | 1776年－1777年 | 穆王墓 |
| －                            | 慈祥澹泊寬裕溫和孝康王 （1778年世祖阮福映初諡）                       | －           | －            | 阮福㫻 | 1733年－1765年 | －             | 基聖陵 |
| 興祖 （1821年聖祖阮福晈追尊） | 仁明謹厚寬裕溫和孝康皇帝 （1806年世祖阮福映改諡）                     | －           | －            | 阮福㫻 | 1733年－1765年 | －             | 基聖陵 |
| －                            | －                                                                    | 大元帥攝國政 | －            | 阮福映 | 1762年－1819年 | 1778年－1779年 | 天授陵 |
| －                            | －                                                                    | 國王         | －            | 阮福映 | 1762年－1819年 | 1780年－1806年 | 天授陵 |

### 莫氏高平
| 姓名                                       | 在世             | 在位時間         | 年號及使用時間   | 年號及使用時間   |                  |
| 安插高平前的世系                           | 安插高平前的世系 | 安插高平前的世系 | 安插高平前的世系 | 安插高平前的世系 | 安插高平前的世系 |
| ------------------------------------------ | ---------------- | ---------------- | ---------------- | ---------------- | ---------------- |
| 莫敬止                                     | ？年－1593年     | 1592年－1593年   | 寶定             | 1592年           |                  |
| 莫敬止                                     | ？年－1593年     | 1592年－1593年   | 康佑             | 1592年－1593年   |                  |
| 越南學者黎成麟根據越南史籍記載整理的世系   |                  |                  |                  |                  |                  |
| 莫敬恭                                     | ？年－1625年     | 1593年－1621年   | 乾統             | 1593年－1621年   |                  |
| 莫敬寬                                     | ？年－1638年     | 1621年－1638年   | 隆泰             | 1621年－1625年   |                  |
| 莫敬寬                                     | ？年－1638年     | 1621年－1638年   | -                | 1625年－1638年   |                  |
| 莫敬宇 （莫敬完、莫敬耀、莫元清）          | ？年－1681年     | 1638年－1677年   | 順德             | 1638年－1677年   |                  |
| 中國學者牛軍凱根據中越檔案、史籍整理的世系 |                  |                  |                  |                  |                  |
| 莫敬恭                                     | ？年－1625年     | 1593年－1625年   | 乾統             | 1593年－1625年   |                  |
| 莫敬用                                     | ？年－1598年     | 1593年－1598年   | -                | -                |                  |
| 莫敬寬                                     | ？年－1638年     | 1598年－1638年   | -                | 1593年－1618年   |                  |
| 莫敬寬                                     | ？年－1638年     | 1598年－1638年   | 隆泰             | 1618年－1625年   |                  |
| 莫敬寬                                     | ？年－1638年     | 1598年－1638年   | -                | 1625年－1638年   |                  |
| 莫敬完 （莫敬耀）                          | ？年－1661年     | 1638年－1661年   | 順德             | 1638年－1661年   |                  |
| 莫元清 （莫敬宇、莫敬瑞）                  | ？年－1681年     | 1661年－1681年   | 永昌             | 1661年－1679年   |                  |
| 莫敬光 （莫敬晃）                          | ？年－1683年     | 1681年－1683年   | -                | -                |                  |

### 裒主（世守宣光鎮）
| 稱號   | 姓名   | 在位時間       |
| ------ | ------ | -------------- |
| 慶陽侯 | 武文淵 | 1527年－1557年 |
| 嘉國公 | 武文密 | 1557年－1571年 |
| 仁郡公 | 武公紀 | 1571年－1590年 |
| 和郡公 | 武德恭 | 1590年－1600年 |
| 宗郡公 | 武公悳 | 1600年－1669年 |
| 寬郡公 | 武公俊 | 1669年－1689年 |

## 西山朝

### 歸仁朝廷
| 肖像 | 廟號 | 諡號 | 姓名            | 在世         | 在位時間       | 年號及使用时间 | 年號及使用时间 | 陵號 |
| ---- | ---- | ---- | --------------- | ------------ | -------------- | -------------- | -------------- | ---- |
|      | -    | -    | 阮岳 （阮文岳） | ？年－1793年 | 1778年－1793年 | 泰德           | 1778年－1793年 | -    |

### 富春朝廷
| 肖像 | 廟號 | 諡號   | 姓名                    | 在世           | 在位時間       | 年號及使用时间 | 年號及使用时间 | 陵號   |
| ---- | ---- | ------ | ----------------------- | -------------- | -------------- | -------------- | -------------- | ------ |
|      | 太祖 | 武皇帝 | 阮光平 （阮文惠、阮惠） | 1753年－1792年 | 1788年－1792年 | 光中           | 1788年－1792年 | 丹陽陵 |
| -    | -    | -      | 阮光纘                  | 1783年－1802年 | 1792年－1802年 | 景盛           | 1793年－1801年 | -      |
| -    | -    | -      | 阮光纘                  | 1783年－1802年 | 1792年－1802年 | 寶興           | 1801年－1802年 | -      |

## 阮朝
| 肖像                                                            | 廟號                                          | 諡號                                                                  | 姓名                          | 在世           | 年號 | 在位時間       | 陵號     |
| --------------------------------------------------------------- | --------------------------------------------- | --------------------------------------------------------------------- | ----------------------------- | -------------- | ---- | -------------- | -------- |
| -                                                               | 興祖 （1821年聖祖阮福晈追尊）                 | 仁明謹厚寬裕溫和孝康皇帝 （1806年世祖阮福映追諡）                     | 阮福㫻 （阮福椇）             | 1733年－1765年 | -    | -              | 基聖陵   |
|                                                                 | 世祖 （1820年聖祖阮福晈尊上）                 | 開天弘道立紀垂統神文聖武峻德隆功至仁大孝高皇帝 （1820年聖祖阮福晈諡） | 阮福映 （阮福暖、阮福種）     | 1762年－1819年 | 嘉隆 | 1802年－1819年 | 天授陵   |
|                                                                 | 聖祖 （1841年憲祖阮福暶尊上）                 | 體天昌運至孝純德文武明斷創述大成厚澤豐功仁皇帝 （1841年憲祖阮福暶諡） | 阮福晈 （阮福膽）             | 1791年－1840年 | 明命 | 1820年－1840年 | 孝陵     |
|                                                                 | 憲祖 （1847年翼宗阮福時尊上）                 | 紹天隆運至善純孝寬明睿斷文治武功聖哲章皇帝 （1847年翼宗阮福時諡）     | 阮福暶 （阮福曧、阮福綿宗）   | 1807年－1847年 | 紹治 | 1841年－1847年 | 昌陵     |
|                                                                 | 成祖 （1883年協和帝阮福昇尊上）               | 繼天亨運至誠達孝體健敦仁謙恭明略睿文英皇帝 （1883年協和帝阮福昇諡）   | 阮福時 （阮福洪任）           | 1829年－1883年 | 嗣德 | 1848年－1883年 | 謙陵     |
| 翼宗 （1883年簡宗阮福昊改尊）                                   |                                               | 繼天亨運至誠達孝體健敦仁謙恭明略睿文英皇帝 （1883年協和帝阮福昇諡）   | 阮福時 （阮福洪任）           | 1829年－1883年 | 嗣德 | 1848年－1883年 | 謙陵     |
|                                                                 | -                                             | 恭惠皇帝 （1890年成泰帝阮福昭初諡）                                   | 阮福膺禛 （阮福膺𩡤）         | 1852年－1884年 | -    | （1883年）     | 安陵     |
| 恭宗 （1901年成泰帝阮福昭追尊）                                 | 寬仁睿哲靜明惠皇帝 （1901年成泰帝阮福昭改諡） |                                                                       | 阮福膺禛 （阮福膺𩡤）         | 1852年－1884年 | -    | （1883年）     | 安陵     |
|                                                                 | -                                             | 廢帝 （1887年景宗阮福昪定）                                           | 阮福昇 （阮福洪佚）           | 1847年－1883年 | 協和 | 1883年         | 協和帝墓 |
| 朗國公 （1893年成泰帝阮福昭改定）                               | -                                             |                                                                       | 阮福昇 （阮福洪佚）           | 1847年－1883年 | 協和 | 1883年         | 協和帝墓 |
| 廢帝 （1899年成泰帝阮福昭改定）                                 | -                                             |                                                                       | 阮福昇 （阮福洪佚）           | 1847年－1883年 | 協和 | 1883年         | 協和帝墓 |
| 文朗郡王 （1909年維新帝阮福晃追贈）                             | -                                             |                                                                       | 阮福昇 （阮福洪佚）           | 1847年－1883年 | 協和 | 1883年         | 協和帝墓 |
|                                                                 | 簡宗 （1884年咸宜帝阮福明尊上）               | 紹德止孝淵睿毅皇帝 （1884年咸宜帝阮福明諡）                           | 阮福昊 （阮福膺登、阮福膺祜） | 1869年－1884年 | 建福 | 1884年         | 陪陵     |
|                                                                 | -                                             | 出帝 （1887年景宗阮福昪定）                                           | 阮福明 （阮福膺）             | 1871年－1944年 | 咸宜 | 1885年         | 咸宜帝墓 |
| 咸宜帝 （1896年成泰帝阮福昭定）                                 | -                                             |                                                                       | 阮福明 （阮福膺）             | 1871年－1944年 | 咸宜 | 1885年         | 咸宜帝墓 |
|                                                                 | 景宗 （1889年成泰帝阮福昭尊上）               | 弘烈聰哲敏惠純皇帝 （1889年成泰帝阮福昭初諡）                         | 阮福昪 （阮福膺豉、阮福膺禟） | 1864年－1888年 | 同慶 | 1885年－1888年 | 思陵     |
| 配天明運孝德仁武偉功弘烈聰哲敏惠純皇帝 （1916年弘宗阮福晙加諡） | 景宗 （1889年成泰帝阮福昭尊上）               |                                                                       | 阮福昪 （阮福膺豉、阮福膺禟） | 1864年－1888年 | 同慶 | 1885年－1888年 | 思陵     |
|                                                                 | -                                             | 皇父皇帝 （1907年維新帝阮福晃定）                                     | 阮福昭 （阮福寶嶙）           | 1879年－1954年 | 成泰 | 1889年－1907年 | 安陵     |
| 懷澤公 （1916年弘宗阮福晙改定）                                 | -                                             |                                                                       | 阮福昭 （阮福寶嶙）           | 1879年－1954年 | 成泰 | 1889年－1907年 | 安陵     |
| 廢帝 （1922年弘宗阮福晙改定）                                   | -                                             |                                                                       | 阮福昭 （阮福寶嶙）           | 1879年－1954年 | 成泰 | 1889年－1907年 | 安陵     |
|                                                                 | -                                             | 公子永珊 （1916年弘宗阮福晙定）                                       | 阮福晃 （阮福永珊）           | 1900年－1945年 | 維新 | 1907年－1916年 | 安陵     |
| 廢帝 （1922年弘宗阮福晙改定）                                   | -                                             |                                                                       | 阮福晃 （阮福永珊）           | 1900年－1945年 | 維新 | 1907年－1916年 | 安陵     |
|                                                                 | 弘宗 （1925年保大帝阮福晪尊上）               | 嗣天嘉運聖明神智仁孝誠敬貽謀承烈宣皇帝 （1925年保大帝阮福晪諡）       | 阮福晙 （阮福寶嶹）           | 1885年－1925年 | 啟定 | 1916年－1925年 | 應陵     |
|                                                                 | -                                             | -                                                                     | 阮福晪 （阮福永瑞）           | 1913年－1997年 | 保大 | 1926年－1945年 | 保大帝墓 |

## 註释
1. ↑  趙佗被越南陳朝敕封為“開天體道聖武神哲皇帝”。
2. ↑  赵佗建立南越国的年代并没有史籍直接记载，现代的研究文献均以《史记》的有关记载推算而得。所以目前对南越国建国年代有两种说法，一说是前203年（参见西汉南越王墓博物馆网站），一说是前204年（参见《南越国史》，张荣芳 黄淼章著，广东人民出版社，1995年出版）。一说是前207年，参见《大越史记全书·外紀·赵纪》。
3. ↑  《史記·卷一百一十三·南越列傳·第五十三》載「呂嘉攻殺王、太后及漢使者。遣人告蒼梧秦王及其諸郡縣，立明王長男越妻子術陽侯建德為王」，又《漢書·卷六·武帝紀第六》載「元鼎五年夏四月，南越王相呂嘉反，殺漢使者及其王、王太后。」查《新編中國三千年曆日檢索表》，元鼎五年夏四月等同格里曆西元前112年5月18日至6月15日
4. ↑  趙建德在越南史籍中被稱作“術陽王”。
5. ↑  《漢書卷六．武帝紀第六》載「元鼎六年冬十月，行東，將幸緱氏，至左邑桐鄉，聞南越破，以為聞喜縣。」南越國亡於元鼎六年冬十月，換算成公元紀年應為前111年，但由於漢朝以十月為歲首，冬為一年開始，依《新編中國三千年曆日檢索表》，元鼎六年冬十月等同格里曆公元前112年11月11日—12月10日。
6. ↑  阮福映1778年稱“大元帥攝國政”，1780年正式即王位，1802年建元嘉隆，1806年正式稱帝。
7. ↑  以嗣君身份非正式在位3天，隨後被廢，繼位前住在育德堂，故習稱“育德帝”。
8. 1 2  非諡號，仿中國史書稱南朝宋劉昱、南朝齊蕭昭業為廢帝的例子，在《大南實錄正編第四紀附紀》稱“廢帝”。
9. ↑  原擬定年號，以1884年為元年。但未及使用，協和帝便遭廢黜。
10. ↑  非諡號，協和帝生前封號，在《大南實錄正編第四紀附紀》中改以封號“朗國公”稱呼協和帝。
11. ↑  非諡號，咸宜帝被法國殖民者送離越南，仿中國《新五代史》稱後晉少帝石重貴為出帝的例子，在《大南實錄正編第五紀附紀》中稱“出帝”。
12. ↑  非諡號，仿中國《明史》稱明惠宗朱允炆為“建文帝”、明代宗朱祁鈺為“景泰帝”的例子，在《大南實錄正編第五紀附紀》中稱“咸宜帝”。
13. ↑  非諡號，維新帝繼位後，按舊例應尊成泰帝為太上皇，但法國殖民政府不同意。後以成泰帝定居國外為由，稱為“皇父皇帝”。
14. ↑  非諡號，維新帝被廢后，啟定帝所封爵位。
15. ↑  非諡號，在《大南實錄正編第六紀附編》中以“廢帝”稱呼成泰帝。
16. ↑  維新帝被廢後，大臣上疏，多直呼成泰、維新二帝名字。啟定帝下令議定二帝稱呼，因為成泰帝是啟定帝同輩兄長，定親公之爵，改稱“懷澤公”。而維新帝是成泰帝之子，啟定帝之姪，屬於晚輩，不必封爵，稱作“公子永珊”。
17. ↑  非諡號，在《大南實錄正編第六紀附編》中以“廢帝”稱呼維新帝。
18. ↑  此據《應陵聖德神功碑》碑文，《大南寔錄正編第七紀》中，“謀”字作“謨”字。